# Campeonato Mundial Feminino de Xadrez de 2013
O Campeonato Mundial Feminino de Xadrez  de 2013 foi a 36ª edição da competição, organizada pela FIDE e disputada pela campeã e uma desafiante, determinada no FIDE Grand Prix. A disputa foi realizada de 10 a 27 de setembro em Taizhou, China e Hou Yifan recuperou o título perdido em 2011 ao derrotar a então campeã Anna Ushenina por 5½ - 1½.
|                         | Rating | 1 | 2 | 3 | 4 | 5 | 6 | 7 | Pontos |
| ----------------------- | ------ | - | - | - | - | - | - | - | ------ |
| Anna Ushenina (Ucrânia) | 2500   | 0 | ½ | 0 | ½ | ½ | 0 | 0 | 1.5    |
| Hou Yifan (China)       | 2609   | 1 | ½ | 1 | ½ | ½ | 1 | 1 | 5.5    |